# Yuan Chonghuan

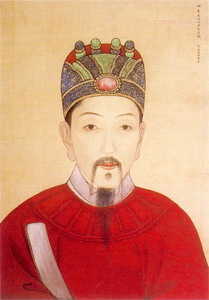
Yuan Chonghuan

Chonghuan Yuan (6 de junio de 1584-22 de septiembre de 1630) fue un famoso patriota y comandante militar de la dinastía Ming que luchó contra los manchúes en Liaoning. Se lo conoce por haber sobresalido en la guerra y haber incorporado exitosamente tácticas occidentales en el este. La carrera militar de Yuan alcanzó su punto más alto cuando luchó contra Nurhaci y el ejército manchú en la primera Batalla de Ningyuan. El hijo y sucesor de Nurhaci, Huang Taiji, luchó por él en la segunda Batalla de Ningyuan. Sin embargo, Yuan fue una figura trágica, y fue ejecutado por su Emperador por cargos falsos que Huang Taiji le plantó deliberadamente.

## Nombres
Chonghuan Yuan puede escribirse en chino simplificado: 袁崇焕; chino tradicional: ° K 崇 焕; Mandarín Pinyin: Yuán Chónghuàn; Jyutping: Yun4 Sung4 Wun6; nombre del estilo : Yuansu元素y ZIRU自如.

## Primeros años
Nació en Dongguan, provincia de Guangdong. Durante su adolescencia, Yuan pasó tiempo  viajando de ciudad a ciudad. Durante estos viajes se hizo amigo de varios jesuitas y extranjeros. Tomó examinaciones imperiales algunas pocas veces con poco éxito, pero en sus viajes a la capital, éste fue capaz de ver mucho más que los examinadores. Algunos dicen que en esta época, Yuan se hizo amigo de occidentales, y juntos pasaron tiempo modificando los cañones europeos.

## Carrera militar temprana
Aprobó las examinaciones imperiales en 1619 y fue designado al puesto de juez de primera instancia en un lugar remoto. En 1619, el ejército imperial de Ming fue derrotado por los manchúes en la Batalla de Sarhu. Subsecuentemente, los ejércitos chinos sufrieron sucesivas derrotas y en 1622 fueron forzadas a retirarse de Shanhaiguan, dejándoles Liaoning a los manchúes. Tras una visita al frente, Yuan fue designado secretario de segunda clase en la Junta de Guerra, promovido casi inmediatamente a secretario y suministrado de fondos para enlistar tropas.

## Carrera militar posterior y muerte
En 1628, bajo un nuevo gobierno, Yuan Chonghua fue restablecido como mariscal de campo de todas las fuerzas del noreste. Se embarcó en un ambicioso plan de cinco años por la completa recuperación de Liaodong. En 1629 obtuvo el título de "Senior Guardian of the Heir Apparent" (en español Señor Guardián del Heredero Natural). El nuevo Emperador Chongzhen le dio su Espada Imperial e indicó que apoyaría completamente las decisiones de Yuan.
Finalmente, el Emperador Chongzhen terminó ejecutando a Yuan por cargos que Huang Taiji le plantó deliberadamente.

## Fallo moderno de Yuan Chonghuan
Por muchos años del régimen manchú, Yuan fue caracterizado como un villano por el gobierno Qing, pero los locales continúan reverenciándolo como un gran patriota, especialmente en Taiwán y China del Sur, donde los recalcitrantes chinos pasaron mucho tiempo resistiendo a los invasores manchúes.

## En la cultura popular
Aunque la historia dice que toda su familia fue ejecutada, en la novela wuxia de Jinyong Sword Stained with Royal Blood (碧血劍), Yuan abandonó a su hijo. Este fue el protagonista de la novela. Aprendió artes marciales en el Monte Hua e intentó vengar la muerte de su padre. Jinyong también utilizó la teoría de algunos historiadores, que dice que fue el Emperador Chongzhen, y no Huangtaiji, quien de hecho mató a Yuan Chonghuan, y que el Emperador Chongzhen supo perfectamente que Yuan no era un traidor.